# Borough
Borough är en administrativ indelning, kommun, i engelskspråkiga länder. Betydelsen av termen varierar mellan olika länder.
Ordet, besläktat med svenskans borg, betecknade ursprungligen en bosättning omgiven av en mur.

## Australien
Det finns numera bara en kommun i Australien som benämns borough, nämligen Queenscliff i Victoria.

## Republiken Irland
I republiken Irland finns fem kommuner, som benämns borough. Detta innebär dock ingen särstatus för dessa, utan är endast en namnfråga.

## Kanada
I Ontario användes borough för att beteckna Torontos fem förstäder i Metropolitan Toronto från 1967. Fyra fick senare status som city, så East York blev Kanadas enda kommun med borough-status fram till att Metropolitan Toronto ersattes av det utvidgade Toronto 1998.
I Québec används borough som engelsk översättning av arrondissement, en enhet under kommunnivån.

## Storbritannien
Efter Vilhelm Erövraren användes det i England som beteckning på orter som erhållit stadsprivilegier och rätt att sända egna representanter till parlamentet. Flera av dessa gick med tiden starkt tillbaka och kunde i många fall nästan helt sakna befolkning men behöll trots det representanter i underhuset. Dessa blev på grund av korruptionen vid tillsättningen av representanter i dessa boroughs kända som rotten boroughs. I samband med parlamentreformen 1832 gick 56 boroughs miste om sin representation i underhuset, och 31 förlorade en av sina representanter där. Borough används fortfarande som beteckning på ett valdistrikt, i vissa fall oberoende av kommunindelning.
Genom parlaments beslut skapades 1888 i Storbritannien så kallade County boroughs, städer som inte ingick i grevskapsförvaltningen men erhöll en organisation som liknade dessas. De omfattade dels ett antal äldre städer, dels ett antal nyare städer med över 50.000 innevånare. Städer med under 10.000 innevånare införlivades administrativt med respektive grevskap. 1926 höjdes gränsen för county boroughs till 75.000 innevånare. 1937 fanns i Storbritannien 83 County boroughs, 256 boroughs och 486 andra stadskommuner med självstyre. Genom kommunsammanslagningar har många boroughs därefter förlorat sin roll som administrativa enheter. En speciell typ som levat kvar är London boroughs, de kommuner, t.ex. Westminster, som tillsammans utgör Greater London.

## USA

New Yorks fem stadsdelar, och dess borough och county indelning.
1. Manhattan (New York County)
2. Brooklyn (Kings County)
3. Queens (Queens County)
4. Bronx (Bronx County)
5. Staten Island (Richmond County)

Ursprungligen liknade lagstiftningen i de amerikanska kolonierna kring boroughs den i Storbritannien. Numera är kommunallagstiftningen i USA en fråga för de enskilda delstaterna, varför det skiljer sig mellan dem.
I Alaska motsvarar borough ett county. 
I staden New York är det var och en av de fem countyn (tre av dessa countyn har andra namn än de boroughs de utgör, countyna heter: New York, Kings, Bronx, Queens, Richmond) som tillsammans utgör New York, alltså Manhattan, Brooklyn, Bronx, Queens  och Staten Island. 
I några andra delstater är borough en benämning använd för lokala självstyren av ungefär samma typ som städer (city/town).

## Andra betydelser
Ibland används borough oegentligt vid översättning till engelska av till exempel svenska kommundelsnämnder och motsvarande. Förmodligen har man då utgått från Londons och New Yorks boroughs. Detta är inte riktigt korrekt då de svenska nämnderna endast är lokala styrelser inom en kommun och således inte egna juridiska personer.